# Боннерс-Ферри
Бо́ннерс-Фе́рри (англ. Bonners Ferry) — город на севере штата Айдахо (США). Административный центр округа Баундари. Население города по оценке 2012 года составляет 2610 человек.

## География
Боннерс-Ферри расположен на востоке центральной части округа Баундари, на берегу реки Кутеней, на высоте 578 м над уровнем моря. Территория города составляет 6,76 км², из которых 6,32 км² занимает суша и 0,17 км² — внутренние воды. Климат города характеризуется как умеренно континентальный, с довольно холодной и снежной зимой и засушливым летом. Годовая норма осадков — около 550 мм.

## Население
По данным переписи 2010 года население Боннерс-Ферри составляет 2543 человека. Плотность населения — 402,4 чел/км². 94,3 % населения составляют белые американцы; 2,0 % — индейцы; 0,6 % — азиаты; 0,2 % — афроамериканцы; 0,2 % — коренное население островов Тихого океана; 0,5 % — представитель других рас и 2,2 % — представители двух и более рас. Доля населения латиноамериканского происхождения — 4,7 %. Средний возраст населения — 41,9 лет. Доля лиц в возрасте младше 18 лет — 23,7 %; лиц старше 65 лет — 19,5 %. Доля мужчин — 48,0 %; женщин — 52,0 %.
Динамика численности населения города по годам:
| 1940 | 1950   | 1960   | 1970   | 1980   | 1990   | 2000   | 2010   |
| ---- | ------ | ------ | ------ | ------ | ------ | ------ | ------ |
| 1345 | ↗ 1776 | ↗ 1921 | ↘ 1909 | ↘ 1906 | ↗ 2193 | ↗ 2515 | ↗ 2543 |

## Транспорт
Примерно в 4 км к северо-востоку от центра города расположен аэропорт округа Баундари.

## СМИ
В городе издаётся одна единственная газета — Bonners Ferry Herald, которая выходит раз в неделю.